# Nicolas de Besse
Pour les articles homonymes, voir Besse.
Nicolas de Besse, né vers 1320 et mort le 5 novembre 1369 à Rome, neveu de Clément VI, cousin du cardinal Pierre Roger de Beaufort, futur Grégoire XI, évêque de Limoges, cardinal-diacre de Sainte-Marie à Via Lata (19 mai 1344 – 5 novembre 1369), dit le cardinal de Limoges.

## Biographie

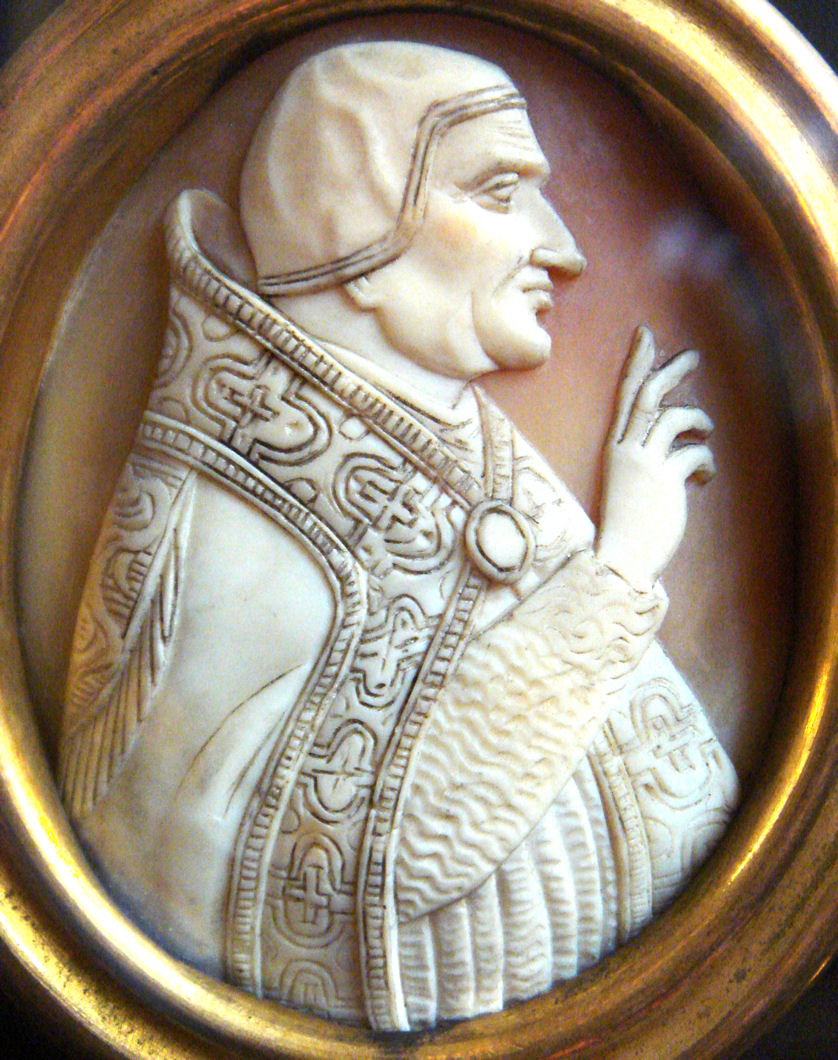
Clément VI (camée), oncle de Nicolas de Besse, le cardinal de Limoges

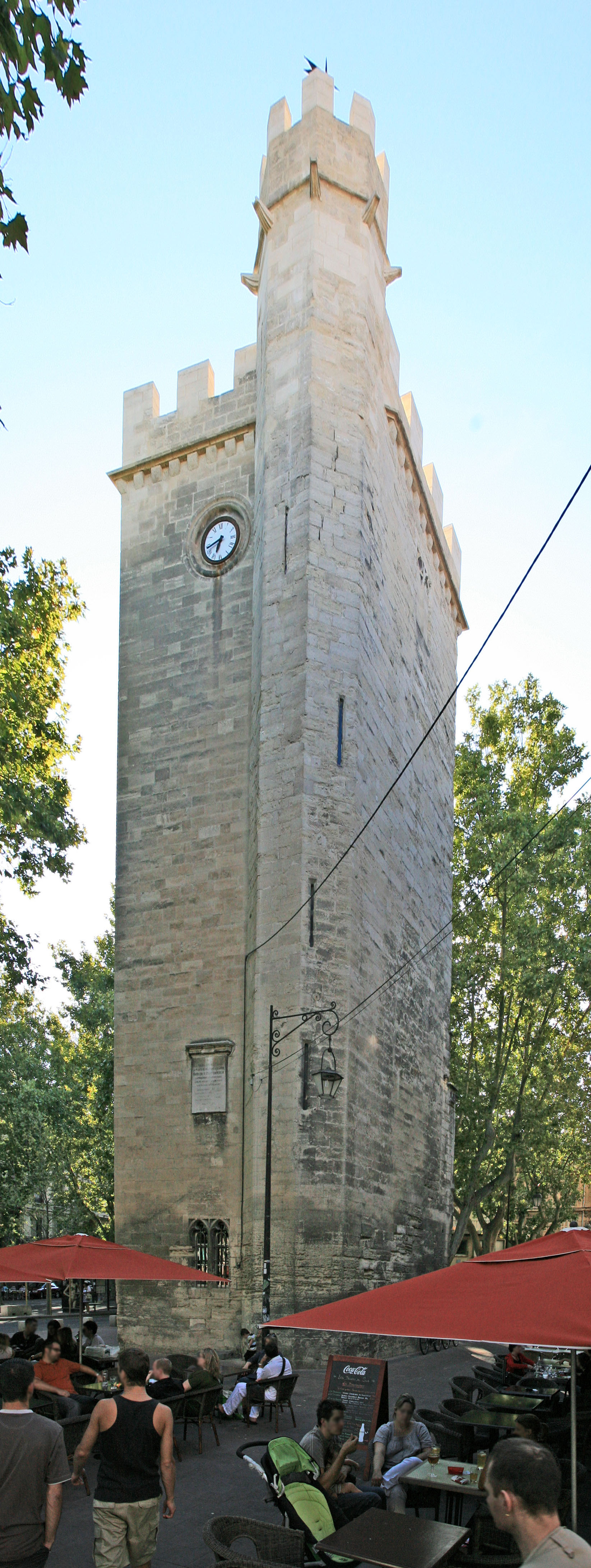
Vestiges de la Livrée de Nicolas de Besse, ancienne commanderie du Temple d’Avignon, dite de Saint-Jean-le-Vieux, sur l’actuelle Place Pie d'Avignon

Né en Limousin, il était le fils de Delphine (Almodie) Roger, sœur de Clément VI, et de Jacques de Besse, seigneur de Bellefaye.

### Évêque de Limoges
Professeur à l’Université d’Orléans, archidiacre de Ponthieu et chanoine de Notre-Dame de Paris, il fut élu sur le siège épiscopal de Limoges le 27 août 1343 mais ne fut point sacré.

### Cardinal par la grâce de son oncle
Nicolas fut créé cardinal-diacre de Sainte-Marie en Via Lata par son oncle lors du consistoire du 19 mai 1344. Clément VI justifia cette élévation en ces termes :

« C’est mon neveu, c’est le fils de ma sœur ; je l’ai fait étudier à Paris et à Orléans, et il professait les lois dans cette dernière ville quand je l’ai appelé auprès de moi. Hier matin je ne songeais point à le faire cardinal, mais, à la sollicitation unanime du Sacré Collège, il a fallu s’y déterminer ; car il s'est trouvé des cardinaux qui ont dit qu’ils ne consentiraient point à la promotion de l’évêque d’Arras [Pierre Bertrand de Colombiers], si je n’y joignais Nicolas de Besse. Voilà ce qui a décidé mon choix. »

### Livrée cardinalice
Il entra dans la Curie le 1er juin 1344 et se vit attribuer comme Livrée l'ancienne commanderie du Temple d’Avignon, dite de Saint-Jean-le-Vieux, sur l’actuelle Place Pie. Elle avait été celle de Raymond-Guilhem de Fargues, décédé, et passa ensuite à son cousin le cardinal Guillaume d'Aigrefeuille le Jeune. Entre-temps le cardinal de Besse avait fait ajouter aux anciens bâtiments un nouveau corps de logis et dresser la Tour.

### Chapelain du pape
Devenu chapelain du pape, il perdit sa mère au début janvier 1345. Delphine de Besse fut inhumée en sa présence à Notre-Dame des Doms d’Avignon, dans la chapellenie des Roger de Beaufort. Clément VI fit recouvrir sa sœur d’un riche linceul, un drap d’or sorti directement du Trésor pontifical.
La terrible épidémie de la Peste Noire, fit accélérer les travaux du tombeau de Clément VI à la Chaise-Dieu. Il fut achevé le 29 avril 1351. Sur ses bas-côtés avaient été sculptés les effigies des membres de sa famille dont celle de Nicolas de Besse, sa mère et ses sœurs.

### Décès à Rome
Le cardinal de Limoges accompagna Urbain V à Rome en 1367. Deux ans plus tard, il souscrivit à la profession de foi catholique que fit Jean Paléologue, empereur de Constantinople, après avoir renoncé au schisme.
Il décéda à Rome le 5 novembre 1369. Son corps fut transféré à Limoges et inhumé dans la cathédrale Saint-Étienne. Avant la Révolution, on voyait encore son tombeau en marbre blanc dans la chapelle de Saint-Martial, la première à gauche, en entrant par le portail du nord.

## Héraldique

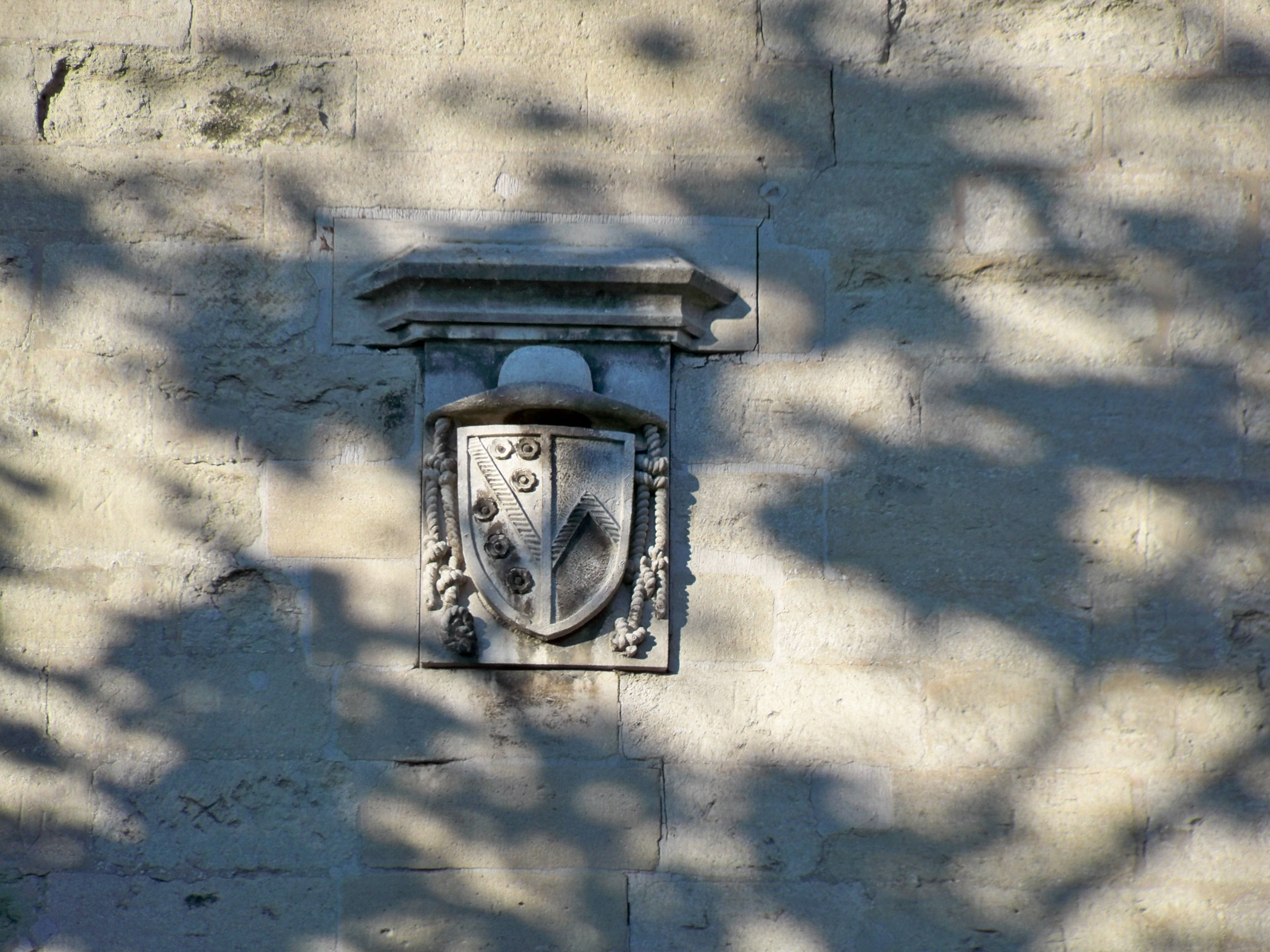
Les armoiries du cardinal Nicolas de Besse sur la Tour Saint-Jean d'Avignon.

| Blason de Nicolas de Besse | Parti, au 1 d'argent à la bande d'azur entouré de six roses de gueules boutonnés d'or, qui est de Roger de Beaufort, au 2 d'or au chevron d'azur. |